# Gränna
Gränna je grad u središnjem dijelu južne Švedske u županiji Jönköping.

## Stanovništvo
Prema podacima o broju stanovnika iz 2005. godine u gradu živi 2.578 stanovnika.

## Vanjske poveznice
- Općina Jönköping

### Ostali projekti
|  | Zajednički poslužitelj ima još gradiva o temi Gränna |